# Championnat sud-américain de football de 1919
Navigation
Uruguay 1917 Chili 1920
Le Championnat sud-américain de football de 1919 est la troisième édition du championnat sud-américain de football des nations, connu comme la Copa América depuis 1975, qui a eu lieu à Rio de Janeiro au Brésil du 11 au 29 mai 1919. 
À cette époque, la toute jeune confédération sud-américaine de football, la CONMEBOL, ne compte que quatre membres : l'Argentine, le Brésil, le Chili et l'Uruguay. Les quatre équipes répondent présents et participent au tournoi. Le Brésil et l'Uruguay, double tenant du titre, terminent la poule en tête à égalité de points ; une finale est donc disputée entre les deux équipes et c'est le Brésil, à domicile, qui s'impose grâce à un but lors des prolongations d'Arthur Friedenreich.

## Résultats

### Championnat
Les quatre équipes participantes sont réunies au sein d'une poule unique et disputent un championnat où chaque formation rencontre une fois ses adversaires. À l'issue de la dernière journée, normalement l'équipe totalisant le plus de points remporte la compétition. Cependant, les deux premiers terminant à égalité de points, une finale est disputée pour attribuer le titre. 

#### Classement
|   | Équipe    | Pts | J | G | N | P | BP | BC | Diff |
| - | --------- | --- | - | - | - | - | -- | -- | ---- |
| 1 | Brésil    | 5   | 3 | 2 | 1 | 0 | 11 | 3  | +8   |
| 1 | Uruguay   | 5   | 3 | 2 | 1 | 0 | 7  | 4  | +3   |
| 3 | Argentine | 2   | 3 | 1 | 0 | 2 | 7  | 7  | 0    |
| 4 | Chili     | 0   | 3 | 0 | 0 | 3 | 1  | 12 | -11  |

| 11 mai | Brésil    | 6 | 0 | Chili     |
| 13 mai | Uruguay   | 3 | 2 | Argentine |
| 17 mai | Uruguay   | 2 | 0 | Chili     |
| 18 mai | Brésil    | 3 | 1 | Argentine |
| 22 mai | Argentine | 4 | 1 | Chili     |
| 26 mai | Brésil    | 2 | 2 | Uruguay   |

#### Matchs
| 11 mai 1919                                                                                             | Brésil                                                   | 6 – 0                                                                                         | Chili | Estádio das Laranjeiras (Rio de Janeiro)            |                                                     |
| | Friedenreich 19e, 38e, 76e · Neco 21e, 83e · Haroldo 79e | (3 - 0)                                                                                       |       | Spectateurs : 20 000 Arbitrage : Juan Pedro Barbera | Spectateurs : 20 000 Arbitrage : Juan Pedro Barbera |
| Marcos - Píndaro, Bianco - Sergio I, Amílcar, Galo - Luiz Menezes, Neco, Friedenreich, Haroldo, Arnaldo | Équipes                                                  | Guerrero - Gatica, Poirier - González, Baeza, Domínguez - Báez, Fuentes, France, Muñoz, Varas |       | Spectateurs : 20 000 Arbitrage : Juan Pedro Barbera | Spectateurs : 20 000 Arbitrage : Juan Pedro Barbera |
| |                                                          |                                                                                               |       |                                                     |                                                     |

| 13 mai 1919                                                                                             | Uruguay                                      | 3 – 2 | Argentine                        | Estádio das Laranjeiras (Rio de Janeiro)     |                                              |
| | C. Scarone 19e · H. Scarone 23e · Gradín 85e | (2 - 1)                                                                                                  | Izaguirre 34e · Varela 79e (csc) | Spectateurs : 18 000 Arbitrage : Robert Todd | Spectateurs : 18 000 Arbitrage : Robert Todd |
| Saporiti - Foglino, Varela - Delgado, Zibechi, Vanzzino - Pérez, H. Scarone, Romano, C. Scarone, Gradín | Équipes                                      | Isola - Reyes, Cortella - Mattozzi, Uslenghi, Martínez - Calomino, Laiolo, Clarcke, Izaguirre, Perinetti |                                  | Spectateurs : 18 000 Arbitrage : Robert Todd | Spectateurs : 18 000 Arbitrage : Robert Todd |

| 17 mai 1919                                                                                         | Uruguay                    | 2 – 0                                                                                           | Chili | Estádio das Laranjeiras (Rio de Janeiro)         |                                                  |
| | C. Scarone 31e · Pérez 43e | (2 - 0)                                                                                         |       | Spectateurs : 8 000 Arbitrage : Adilton Ponteado | Spectateurs : 8 000 Arbitrage : Adilton Ponteado |
| Chery - Foglino, Varela - Naguil, Zibechi, Vanzzino - Pérez, H. Scarone, Romano, C. Scarone, Gradín | Équipes                    | Guerrero - Gatica, Poirier - González, Baeza, Domínguez - Báez, Fuentes, France, Del Río, Varas |       | Spectateurs : 8 000 Arbitrage : Adilton Ponteado | Spectateurs : 8 000 Arbitrage : Adilton Ponteado |

| 18 mai 1919                                                                                        | Brésil                                | 3 – 1 | Argentine     | Estádio das Laranjeiras (Rio de Janeiro)     |                                              |
| | Héitor 22e · Amílcar 57e · Millón 77e | (1 - 0) | Izaguirre 65e | Spectateurs : 22 000 Arbitrage : Robert Todd | Spectateurs : 22 000 Arbitrage : Robert Todd |
| Marcos - Píndaro, Bianco - Sergio I, Amílcar, Fortes - Millón, Neco, Friedenreich, Héitor, Arnaldo | Équipes                               | Isola - Reyes, Castagnola - Mattozzi, Uslenghi, Martínez - Calomino, Brichetto, Clarcke, Izaguirre, Perinetti |               | Spectateurs : 22 000 Arbitrage : Robert Todd | Spectateurs : 22 000 Arbitrage : Robert Todd |
| |                                       | |               |                                              |                                              |

| 22 mai 1919                                                                                               | Argentine                             | 4 – 1                                                                                           | Chili      | Estádio das Laranjeiras (Rio de Janeiro)           |                                                    |
| | Clarcke 10e, 23e, 62e · Izaguirre 13e | (3 - 1)                                                                                         | France 33e | Spectateurs : 15 000 Arbitrage : Joaquim de Castro | Spectateurs : 15 000 Arbitrage : Joaquim de Castro |
| Isola - Reyes, Castagnola - Mattozzi, Felices, Martínez - Calomino, Martín, Clarcke, Izaguirre, Perinetti | Équipes                               | Guerrero - Gatica, Poirier - González, Baeza, Domínguez - Muñoz, Fuentes, France, Del Río, Frez |            | Spectateurs : 15 000 Arbitrage : Joaquim de Castro | Spectateurs : 15 000 Arbitrage : Joaquim de Castro |

| 26 mai 1919                                                                                        | Brésil        | 2 – 2                                                                                                 | Uruguay                     | Estádio das Laranjeiras (Rio de Janeiro)     |                                              |
| | Neco 29e, 63e | (1 - 2)                                                                                               | Gradín 13e · C. Scarone 17e | Spectateurs : 23 000 Arbitrage : Robert Todd | Spectateurs : 23 000 Arbitrage : Robert Todd |
| Marcos - Píndaro, Bianco - Sergio I, Amílcar, Fortes - Millón, Neco, Friedenreich, Héitor, Arnaldo | Équipes       | Saporiti - Foglino, Varela - Naguil, Zibechi, Vanzzino - Pérez, H. Scarone, C. Scarone, Gradín, Marán |                             | Spectateurs : 23 000 Arbitrage : Robert Todd | Spectateurs : 23 000 Arbitrage : Robert Todd |
| |               | |                             |                                              |                                              |

### Finale
| 29 mai 1919                                                                                        | Brésil            | 1 – 0 a. p.                                                                                           | Uruguay | Estádio das Laranjeiras (Rio de Janeiro)            |                                                     |
| | Friedenreich 122e | (0 - 0)                                                                                               |         | Spectateurs : 35 000 Arbitrage : Juan Pedro Barbera | Spectateurs : 35 000 Arbitrage : Juan Pedro Barbera |
| Marcos - Píndaro, Bianco - Sergio I, Amílcar, Fortes - Millón, Neco, Friedenreich, Héitor, Arnaldo | Équipes           | Saporiti - Foglino, Varela - Naguil, Zibechi, Vanzzino - Pérez, H. Scarone, C. Scarone, Gradín, Marán |         | Spectateurs : 35 000 Arbitrage : Juan Pedro Barbera | Spectateurs : 35 000 Arbitrage : Juan Pedro Barbera |

| Championnat sud-américain de football de 1919 - Vainqueur Brésil 1er titre |

## Classement des buteurs
4 buts
- Arthur Friedenreich
- Neco

3 buts
- Edwin Clarcke
- Carlos Izaguirre
- Carlos Scarone

2 buts
- Isabelino Gradín

1 but
- Amílcar Barbuy
- Haroldo Domingues
- Héitor Domingues
- Adolpho Millón Júnior
- José Pérez
- Héctor Scarone
- Alfredo France